# Marlies Göhr

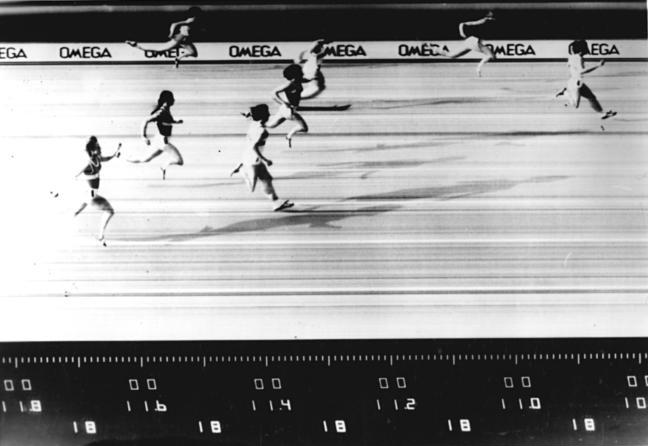
Marlies Oelsner batiendo el récord del mundo de los 100 m en Dresde (1977).

Marlies Göhr, de soltera Oelsner - (21 de marzo de 1958 en Gera, Alemania Oriental). Atleta alemana especialista en pruebas de velocidad que ganó cuatro medallas olímpicas y batió en dos ocasiones el récord mundial de los 100 metros lisos, una en 1977 (10,88 s) y otra en 1983 (10,81 s).

## Biografía

### Primeros éxitos
En los Campeonatos de Europa Júnior de Atenas 1975 fue 2.ª en los 100 m.
Con solo 18 años, y todavía con su apellido de soltera Oelsner, participó en los Juegos Olímpicos de Montreal 1976, donde fue 8.ª en la final de los 100 m y obtuvo la medalla de oro con el equipo de la RDA en los relevos 4 × 100 m junto a sus compatriotas Renate Stecher, Carla Bodendorf y Bärbel Eckert.
Al año siguiente se consagró como la mujer más rápida del mundo. Fue el 1 de julio de 1977 cuando consiguió batir en la ciudad alemana de Dresde el récord mundial de los 100 m con 10,88 s. Era además la primera vez en la historia que una mujer bajaba de los 11 segundos con cronometraje electrónico. Ese mismo año venció en los 100 m de la Copa del Mundo de Düsseldorf, además de ser plata en los relevos 4 × 100 m.
En 1978 pasó a competir ya con su apellido de casada Göhr, y volvió a ser la líder mundial del año con 10,94 s hechos en Dresde. Además en los Campeonatos de Europa de Praga ganó el oro de los 100 m y la plata en los 200 m, donde la batió por una sola centésima la soviética Lyudmila Kondratyeva. También ganó el bronce en los relevos 4 × 100 m.
En 1979, aunque volvió a ser la líder mundial por tercer año consecutivo (10,97 s) sufrió una dura derrota en la Copa del Mundo de Montreal, a manos de la norteamericana Evelyn Ashford, que ya se perfilaba como su rival más temible y que aspiraba a destronarla como la mujer más rápida del mundo.
En los Juegos Olímpicos de Moscú 1980 Marlies Göhr era la gran favorita para ganar la medalla de oro en los 100 m, sobre todo teniendo en cuenta la ausencia de Evelyn Ashford debido al boicot de Estados Unidos a esta cita. Sin embargo en Moscú se vio sorprendida nuevamente por la soviética Lyudmila Kondratyeva, que ganó la medalla de oro por delante de la alemana en una apretadísima final. Una mala salida de Göhr hizo que pese a una meritoria remontada no lograra dar alcance a Kondratyeva, que la superó por apenas una centésima de segundo. 
Al menos Göhr obtuvo el título olímpico en los relevos 4 × 100 m junto a sus compatriotas Romy Müller, Bärbel Wöckel e Ingrid Auerswald, que revalidaban así el título de cuatro años antes en Montreal, y establecieron además un nuevo récord mundial con 41,60 s. 1981 no fue un buen año para ella, ya que no consiguió bajar de los 11 segundos y sufrió otra derrota en la Copa del Mundo de Roma, donde acabó tercera, superada como en 1979 por Evelyn Ashford y también por la británica Kathryn Smallwood
Sin embargo consiguió rehacerse en 1982. En los Campeonatos de Europa de Atenas revalidó el título conquistado en Praga cuatro años antes, y ganó también el oro en los relevos 4 × 100 m. Además el 9 de julio de ese año igualó en Karl-Marx-Stadt (actual Chemnitz) su propio récord mundial de los 100 m con 10,88 s.

### Campeona del Mundo
La rivalidad entre Marlies Göhr y Evelyn Ashford cristalizaría de forma definitiva en 1983. El 8 de junio de ese año Göhr batió de nuevo el récord mundial de los 100 m en Berlín Este haciendo 10,81. Sin embargo menos de un mes más tarde vio como la norteamericana Ashford le arrebataba el récord haciendo 10,79.
Pocas semanas después se celebraban en Helsinki los Campeonatos del Mundo de atletismo, y allí las dos mujeres más rápidas del mundo, Ashford y Göhr, debían dirimir la supremacía en la velocidad femenina, en uno de los momentos más esperados del campeonato. Sin embargo a mitad de la carrera Evelyn Ashford se lesionó y tuvo de abandonar. Göhr ganó la medalla de oro con 10,97 por delante de su compatriota Marita Koch, aunque las dudas no quedaron despajadas. Este sería el triunfo más importante en la carrera deportiva de Marlies Göhr. Las alemanas ganaron también el oro en los relevos 4 × 100 m, con el equipo formado por Silke Gladisch, Marita Koch, Ingrid Auerswald y la propia Göhr como última relevista.
En 1984 se esperaba el duelo definitivo de Marlies Göhr y Evelyn Ashford en los Juegos Olímpicos de Los Ángeles. Sin embargo el boicot declarado por los países del Este a esta cita olímpica, que respondía al anterior boicot de los americanos a los Juegos de Moscú, privó a Marlies Göhr de acudir a Los Ángeles.
Aunque Evelyn Ashford ganó el oro olímpico en Los Ángeles, pocos días después tuvo lugar en Zúrich la que muchos aficionados consideraban la verdadera final olímpica, donde Evelyn Ashford debía demostrar ante Marlies Göhr si su título olímpico tenía valor real o solo era fruto de una casualidad política. Finalmente el duelo no defraudó a nadie y Evelyn Ashford no solo venció a Göhr sino que batió el récord mundial con 10,76 demostrando así que era sin discusión la mujer más rápida del mundo.

### Última etapa
En 1985, aprovechando la retirada temporal de Ashford de las pistas, Marlies Göhr volvió a liderar el ranking mundial del año con 10,86 hechos en Berlín Este y, además, obtuvo el triunfo en la Copa del Mundo de Canberra tanto en 100 m como en relevos 4 × 100 m, en esta última prueba con un nuevo récord mundial de 41,37 s. Este récord aún se mantiene vigente y el equipo lo formaban además de Göhr, Silke Gladisch, Sabine Rieger e Ingrid Auerswald.
Su último gran éxito individual lo obtuvo en los Campeonatos de Europa de Stuttgart en 1986, ganando su tercer título europeo consecutivo en los 100 m con 10,91 s y sumando además otro oro en los relevos 4 × 100 m.
En 1987 participó en los Campeonatos del Mundo de Roma, pero fue eliminada en las semifinales de los 100 m, algo que nunca le había sucedido en una competición. Tuvo que conformarse con la medalla de plata de los relevos 4 × 100 m, donde las alemanas fueron superadas por las estadounidenses.
Al año siguiente participó en su último gran evento, los Juegos Olímpicos de Seúl 1988. Como el año anterior en Roma, volvió a ser eliminada en las semifinales de los 100 m y fue plata en los relevos 4 × 100 m. Al finalizar esta temporada atlética se retiró de las pistas.

## Resultados
| Año  | Competición          | Lugar      | Puesto                                     | Marca             |
| ---- | -------------------- | ---------- | ------------------------------------------ | ----------------- |
| 1976 | Juegos Olímpicos     | Montreal   | 8.ª en 100 m 1.ª en 4 × 100 m              | 11,34 42,55       |
| 1977 | Copa del Mundo       | Düsseldorf | 1.ª en 100 m 2.ª en 4 × 100 m              | 11,16 42,65       |
| 1978 | Campeonato de Europa | Praga      | 1.ª en 100 m 2.ª en 200 m 3.ª en 4 × 100 m | 11,13 22,53 43,07 |
| 1979 | Copa del Mundo       | Montreal   | 2.ª en 100 m 2.ª en 4 × 100 m              | 11,17 42,32       |
| 1980 | Juegos Olímpicos     | Moscú      | 2.ª en 100 m 1.ª en 4 × 100 m              | 11,07 41.60       |
| 1981 | Copa del Mundo       | Roma       | 3.ª en 100 m 1.ª en 4 × 100 m              | 11,13 42,22       |
| 1982 | Campeonato de Europa | Atenas     | 1.ª en 100 m 1.ª en 4 × 100 m              | 11,01 42,19       |
| 1983 | Campeonato del Mundo | Helsinki   | 1.ª en 100 m 1.ª en 4 × 100 m              | 10,97 41,76       |
| 1985 | Copa del Mundo       | Canberra   | 1.ª en 100 m 1.ª en 4 × 100 m              | 11,10 41,37       |
| 1986 | Campeonato de Europa | Stuttgart  | 1.ª en 100 m 1.ª en 4 × 100 m              | 10,91 41,84       |
| 1987 | Campeonato del Mundo | Roma       | 2.ª en 4 × 100 m                           | 41,95             |
| 1988 | Juegos Olímpicos     | Seúl       | 2.ª en 4 × 100 m                           | 42,09             |